# Les Mémoires de Judas
Les Mémoires de Judas est un roman du journaliste et écrivain italien Ferdinando Petruccelli della Gattina.
Il est publié en France en 1867, puis en Italie en 1870 sous le titre Memorie di Giuda.
Le roman est une revalorisation de Judas Iscariote, représenté par l'auteur comme un révolutionnaire qui se bat pour libérer les Juifs de l'imposition romaine.
L'œuvre a été critiquée par les hiérarchies cléricales pour son contenu.